# Osmoderma eremita
Lo scarabeo eremita o eremita odoroso (Osmoderma eremita (Scopoli, 1763)) è un insetto dell'ordine dei coleotteri e della famiglia degli scarabeidi. 

## Descrizione

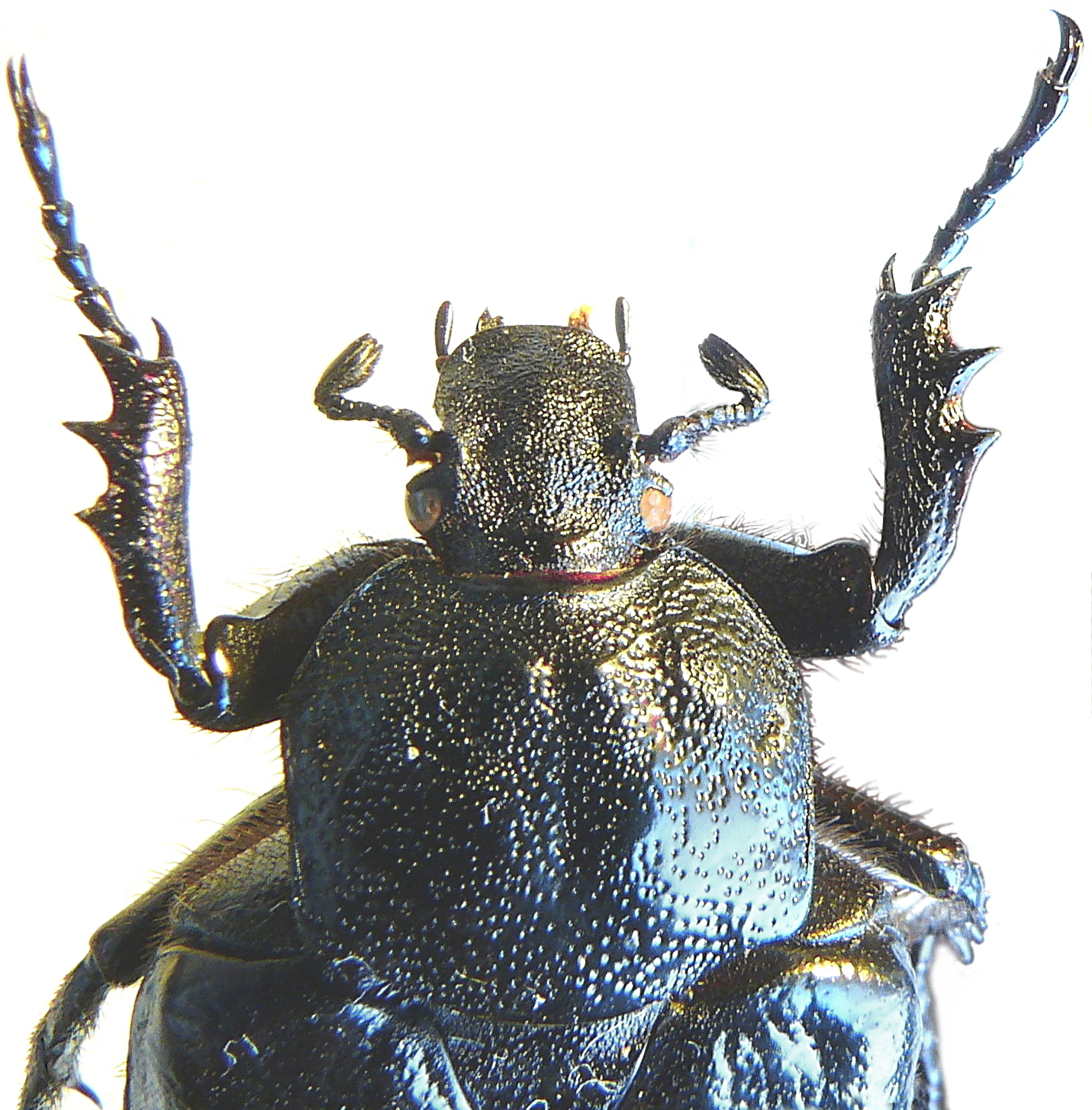
Particolare del capo

L'adulto, grande dai 25 ai 37 mm, è di colore bruno-bronzato, e presenta punteggiatura brillante sulle elitre e zigrinature più chiare sul protorace. 
La specie ha un lieve dimorfismo sessuale, con il maschio che presenta un maggiore pronunciamento del solco longitudinale mediano del pronoto. È in grado di volare.

## Biologia
Si tratta di una specie saproxilofaga (ossia che si nutre di legno morto): il suo ciclo vitale si compie nelle sostanze organiche in decomposizione che si trovano alla base di alberi antichi, specie durame marcescente e funghi morti; la pianta ospite prediletta è la quercia, ma si adatta anche a diverse altre caducifoglie, fra cui tiglio, frassino, salice, faggio, olmo, pioppo, platano, pruno, castagno, noce, ontano, betulla, acero, carpino bianco, melo, pero, gelso; rare sono invece le segnalazioni riguardo alle conifere. 
La larva si sviluppa nel giro di due-tre anni, scavando e nutrendosi dei detriti organici, ma può metterci più tempo se la situazione non è ottimale; a ciclo completo, in autunno, la larva s'impupa in un bozzolo ovale formato da pezzi di legno e proprie feci. L'adulto emerge all'inizio dell'estate, ma è visibile quasi solo al crepuscolo. Il maschio emette un feromone dal profumo di frutta per attirare le femmine, e muore dopo un mese; la femmina vive una-due settimane in più, deponendo le uova nella corteccia prima di morire.

## Diffusione e habitat

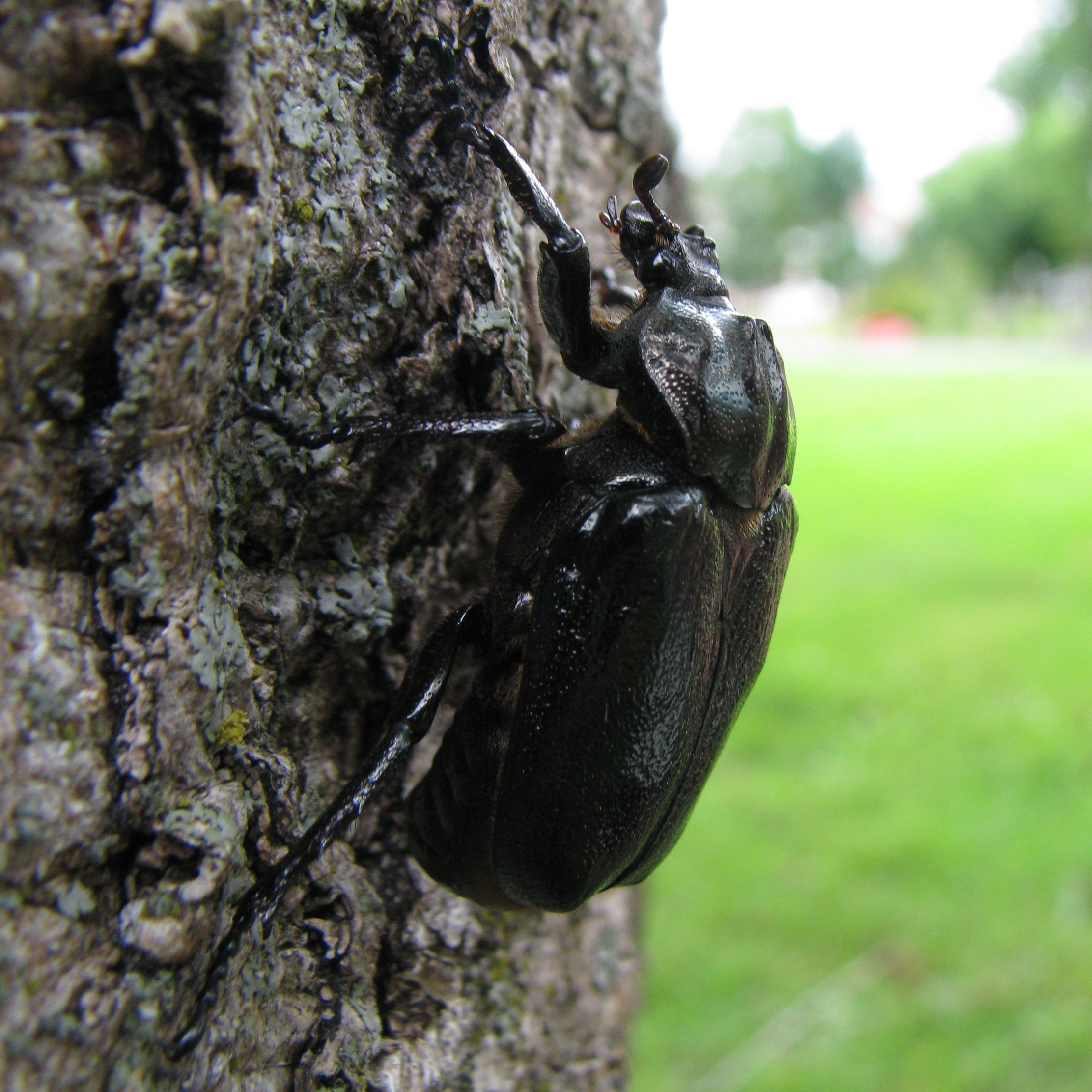
Esemplare fotografato a Tønsberg (Norvegia)

È una specie endemica d'Europa, ed è diffuso in gran parte del territorio continentale. È assente nell'Islanda e nelle isole britanniche; riguardo alle isole del Mediterraneo, invece, non vi sono dati.
A dispetto dell'ampio areale, la specie occupa una nicchia ecologica molto ristretta, ossia il durame in disfacimento degli alberi più vecchi, un habitat in costante riduzione; per tale motivo, è classificata come "prossima alla minaccia" ed è ormai rara in gran parte dei paesi europei.

## Conservazione
O. eremita è considerata specie prossima alla minaccia al rischio di estinzione. Tuttavia le popolazioni italiane sono ridotte ed è valutato come specie vulnerabile.